# داني ديتز
داني ديتز (بالإنجليزية: Danny Dietz)‏ هو بحار أمريكي، ولد في 26 يناير 1980 في أورورا في الولايات المتحدة، وتوفي في 28 يونيو 2005 في ولاية كنر في أفغانستان اثناء عملية ريد وينغز.